# Porpax bipunctus
Porpax bipunctus är en trollsländeart som beskrevs av Elliot C.G. Pinhey 1966. Porpax bipunctus ingår i släktet Porpax och familjen segeltrollsländor. IUCN kategoriserar arten globalt som livskraftig. Inga underarter finns listade i Catalogue of Life.